# Lissotriton
Lissotriton là một chi động vật lưỡng cư trong họ Salamandridae, thuộc bộ Caudata. Chi này có 5 loài và không bị đe dọa tuyệt chủng. Chi này gồm các loài bản địa châu Âu và một số khu vực Tiểu Á. Giống như hầu hết các loài kỳ giông khác, chúng sống dưới nước khi còn là ấu trùng và trong thời gian sinh sản nhưng sống trong môi trường sống trên cạn, ẩm ướt trong suốt thời gian còn lại của mùa.
Những loài khá nhỏ này từng được đưa vào chi Triturus, nhưng các phân tích phát sinh loài đã chứng minh rằng chi đó là cận ngành. Sau đó, tên Lissotriton, ban đầu được Thomas Bell giới thiệu vào năm 1839, đã được khôi phục lại cho các loài thân nhỏ liên quan đến loài điển hình Lissotriton vulgaris.

## Các loài
Theo Amphibian Species of the World, chi này có các loài sau:
- Lissotriton boscai, (Lataste, 1879)
- Lissotriton graecus, (Wolterstorff, 1906)
- Lissotriton helveticus, (Razoumovsky, 1789)
- Lissotriton italicus, (Peracca, 1898)
- Lissotriton kosswigi, (Fleytag, 1955)
- Lissotriton lantzi, (Wolterstorff, 1914)
- Lissotriton maltzani, (Boettger, 1879)
- Lissotriton meridionalis, (Boulenger, 1882)
- Lissotriton montadoni, (Boulenger, 1880)
- Lissotriton vulgaris, (Linnaeus, 1758)

## Hình ảnh

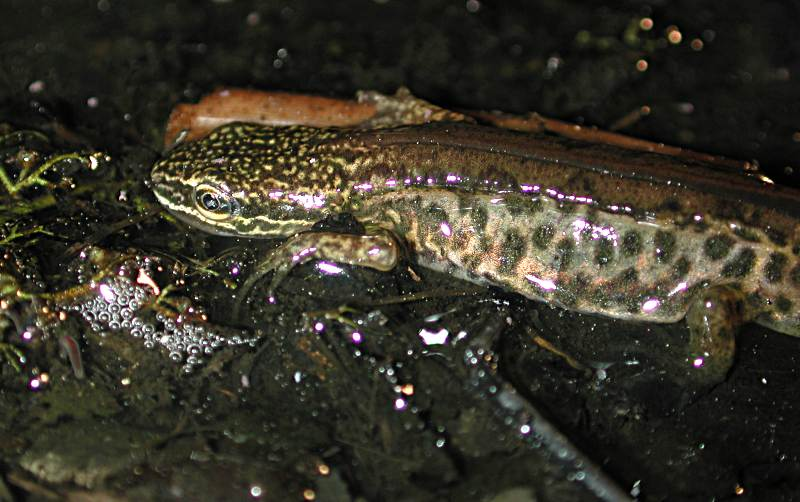
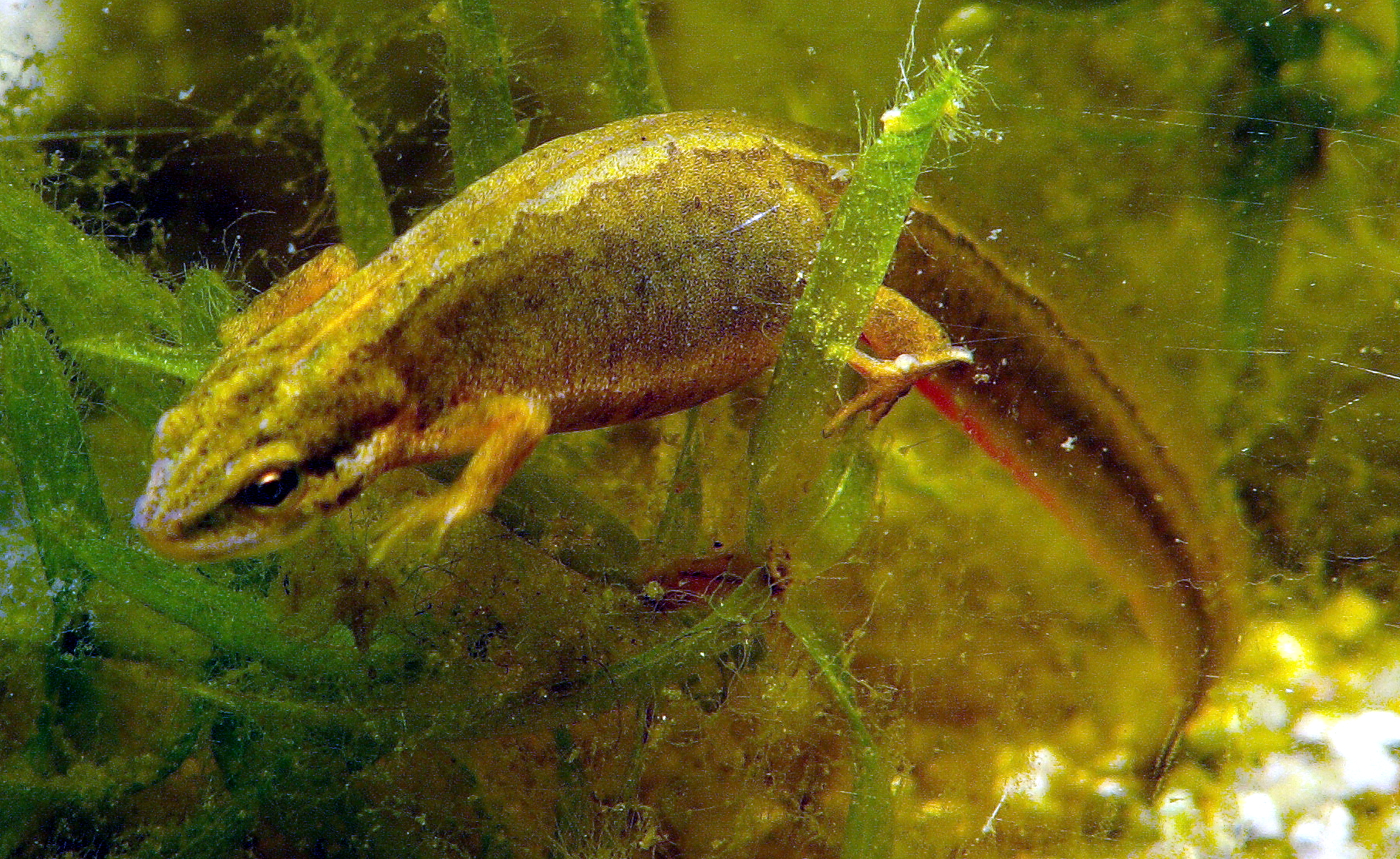
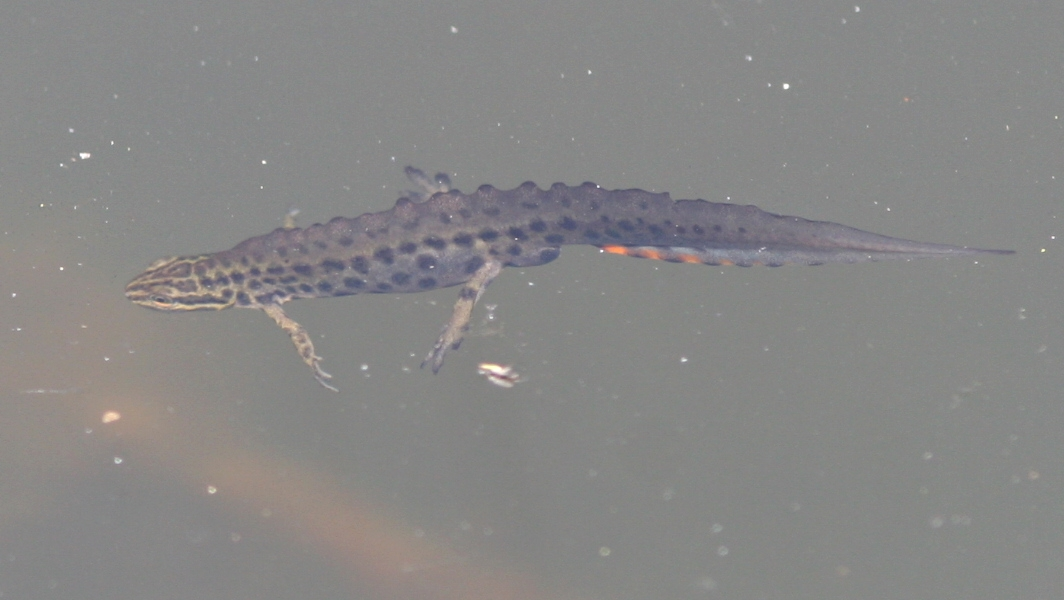